# الاشراف (مدينة مأرب)

تعديل مصدري - تعديل

الاشراف هي إحدى قرى عزلة الاشراف بمديرية مدينة مأرب التابعة لمحافظة مأرب، بلغ تعداد سكانها 409 نسمة حسب تعداد اليمن لعام 2004.